# Parafia św. Erazma w Sulmierzycach
Parafia Świętego Erazma w Sulmierzycach – parafia rzymskokatolicka z siedzibą w Sulmierzycach. Należy do Dekanatu Sulmierzyce archidiecezji częstochowskiej. Została utworzona w 1402 roku. Parafię prowadzą księża diecezjalni.

## Zasięg parafii
Do parafii należą wierni z miejscowości: Anielów, Antoniówka, Bogumiłowice, Chorzenice, Dąbrowa, Dąbrówka, Dębina, Eligiów, Filipowizna, Kąty Chorzenickie, Kodrań, Kuźnica, Markowizna, Nowa Wieś, Piekary, Podwinek, Stanisławów, Sulmierzyce, Trzciniec, Winek i Wola Wydrzyna.